# كولن فالي (دائرة انتخابية في المملكة المتحدة)
كولن فالي (بالإنجليزية: Colne Valley)‏ هي إحدى الدوائر الانتخابية في المملكة المتحدة الممثلة في مجلس العموم في برلمان المملكة المتحدة.
عضو البرلمان الذي يمثلها حالياً هو :Kali Mountford (Lab).